# تئو بلانکناو
تئو بلانکناو (هلندی: Theo Blankenaauw; ۵ سپتامبر ۱۹۲۳ – ۲۸ اوت ۲۰۱۱) دوچرخه‌سوار اهل هلند بود.